# Радио Африка
«Ра́дио А́фрика» — четвёртый «естественный» альбом группы «Аквариум». 
Альбом состоит из 14 песен (без бонусов), в том числе таких хитов «Аквариума», как «Капитан Африка», «Искусство быть смирным», «С утра шёл снег» и «Рок-н-ролл мёртв» (последняя песня после выхода альбома стала своеобразной «визитной карточкой» коллектива, а для многих — своеобразным гимном десятилетия).
Альбом включён в сводку «100 магнитоальбомов советского рока» Александра Кушнира. Пять песен альбома вошли в сборник «Золотая Коллекция. Хрестоматия. Версия 1.3» — это больше, чем из любого другого альбома «Аквариума».
В 2010 году альбом занял 8-е место в списке «50 лучших русских альбомов всех времен», составленный журналом «Афиша» по итогам опроса молодых российских музыкантов.

## История создания
Альбом был записан весной и летом 1983 года с участием множества музыкантов, среди которых были широко известные джазмены Сергей Курёхин и Игорь Бутман.
Название альбома восходит к идее Гребенщикова и Курёхина именовать свои совместные проекты «Радио Африка».
Запись началась ещё в конце зимы 1983 в студии Андрея Тропилло, когда начали готовиться предварительные наброски и «болванки» нового альбома «Аквариума». Финальная стадия записи и сведения альбома проходила в откомандированной в Ленинград передвижной студии MCI московского отделения фирмы «Мелодия» в период с 18 по 24 июля 1983 года. Передвижной вагон MCI прибыл в Ленинград для записи живых программ классической музыки. Вагон стоял прямо на Невском проспекте в двадцати шагах от гостиницы «Европейская», которая тщательно охранялась милицией. Скорее всего, эта двухнедельная командировка сотрудников «Мелодии» так бы и ограничилась этими филармоническими записями, не окажись за 24-канальным пультом MCI звукооператор Виктор Глазков — давний приятель Андрея Тропилло. Используя служебное положение, последний смог убедить администрацию психологического факультета профинансировать студийное время в MCI, что обошлось факультету в сумму в размере трёх тысяч рублей. Далее Андрею удалось оформить документы на работу «Аквариума» как официальный заказ «Мелодии». После оформления необходимой документации Тропилло посредством нескольких бутылок водки договорился с дежурным монтёром о подаче электроэнергии в вагон в ночное время.
 В течение десяти дней сразу три группы — «Аквариум», «Мануфактура» и «Странные игры» — получили возможность в вечерние и ночные часы работать на сверхсовременной аппаратуре.
Борис Гребенщиков об альбоме:
Мечтой было сделать полнокровную разнообразно позитивную пластинку. Что и произошло. Тут и Курёхин с Бутманом и общим джазом, и наше «reggae», и обратные гитары с барабанами, и хор шаолиньских монахов, и Ляпин, c которым мы, наконец, нашли общий язык — всё это в сумме и породило желаемый эффект.
(Гребенщиков Б. Б. Краткий отчёт о 16-ти годах звукозаписи. 1997).
Во время записи царил такой же хаос, как и на предыдущих альбомах — на запись приходили те, кого можно было собрать в этот день, этим и объясняется участие в записи полутора десятка музыкантов (включая четверых барабанщиков и четверых басистов, среди которых был и Александр Титов, которого привёл Дюша Романов и который с первого раза записал бас в песне «Время луны»). 
Последствия авангардистских поисков Гребенщикова—Курёхина не могли не сказаться на звуке. По инициативе Гребенщикова в студии начали применяться нетипичные для предыдущих альбомов «Аквариума» звуки — от допотопных квази-клавиш[прояснить] («Время Луны») до экзотических на тот момент японских электронных барабанов.
Решающий штурм студии происходил в последние двое суток, когда появилась надежда закончить альбом ещё до отъезда фургона в Москву. Несмотря на героические усилия, «Аквариум» явно не успевал закончить сведение. Тогда Глазков, подарив своему шефу из «Мелодии» бутылку армянского коньяка, спас ситуацию, отложив отъезд звукозаписывающего фургона ещё на один день. В последний момент Гребенщиков принёс шумы — одолженную в фонотеке «Ленфильма» плёнку со звоном колоколов, а также звуки мирового эфира, извлечённые из радиоприёмника «Казахстан» и записанные на бытовой магнитофон в туалете Дома юного техника. Сведение альбома закончилось 24 июля 1983 года в 6 часов утра. Через неделю после записи специальное прослушивание альбома «для своих» состоялось в кафе на Васильевском острове.
В песне «Искусство быть смирным» есть строки, почти буквально совпадающие со словами припева песни «Take Me to the River» из альбома More Songs About Buildings and Food (1978) группы «Talking Heads»:
Take me to the water, drop me in the river

Push me in the water, drop me in the river

Возьми меня к реке,

Положи меня в воду…

Сам Гребенщиков даёт следующее пояснение:
Старый спиричуэлз. И Лу, и Talking Heads взяли это из любовных негритянских гимнов, а гимны эти были построены в основном на псалмах Давида. По-моему, это достойный источник. Готов цитировать из псалмов Давида и дальше.
 (Из интервью БГ газете «Салон AV» 16 ноября 2000 года).
Для «Радио Африка» была также записана песня «Дикий мёд», но в альбом она не вошла.

## Оформление обложки
Автор обложки альбома — Андрей «Вилли» Усов (идея принадлежит собственно членам группы).
Можно сказать, что оформление «Радио Африка» стало вершиной сюрреалистического самовыражения «Аквариума». На внешних сторонах обложки ни разу не встречается название группы, на фотографиях запечатлён силуэт Всеволода Гаккеля (фотография на лицевой стороне сделана на пустынном побережье Финского залива возле гостиницы «Прибалтийская»), причём на задней стороне обложки — в образе «получеловека-полускульптуры» с непропорционально большой головой. Также на бобинные коробки с записью альбома приклеивались фотографии полуобнажённого Гребенщикова, которые изначально должны были стать обложкой альбома. Все фотографии были сделаны десятирублёвым «Любителем».
Китайские иероглифы на лицевой стороне обложки альбома выполнены китаеведом Сергеем Пучковым, их значение — «беспроводная Африка»..

## Участники записи
Информация об участниках записи дана согласно переизданию Å+ Records 2023 г 

Аквариум:
- БГ — вокал, гитара
- Сергей Курёхин — клавишные (2-4, 7-13)
- Андрей Романов — вокал (9), флейта (5), подпевка, перкуссия, стиральная доска (13)
- Всеволод Гаккель — вокал (7), виолончель (13, 14), бас-гитара (5, 11), подпевка
- Александр Ляпин — электрогитара (1, 2, 6, 11)
- Михаил Файнштейн-Васильев — бас-гитара (кроме 5, 8, 10, 11), перкуссия (5)
- Пётр Трощенков — ударные (1, 6, 14)

Приглашенные музыканты:
- Игорь Бутман — саксофон (2-4, 9)
- Владимир Грищенко («Гольфстрим») — бас-гитара (8)
- Александр Титов — бас-гитара (10)
- Евгений Губерман — ударные (2, 3)
- Михаил Кордюков — ударные (3-5, 9-11, 13)
- Александр Кондрашкин («Странные игры», «Мануфактура», «Тамбурин») — перкуссия (13)
- Андрей Тропилло - свист, гитара (12)
- Лилия Хоценовская («Джаз-комфорт») — бэк-вокал (11)

## Список композиций
Музыка и текст — БГ, кроме специально отмеченных.

### Версия 1.0 — 1983
1. Музыка серебряных спиц (3:06)
2. Капитан Африка (4:53)
3. Песни вычерпывающих людей (3:16)
4. Змея (0:58)
5. Вана Хойа (5:27)
6. Рок-н-ролл мёртв (5:14)
7. Радио Шао-Линь (1:33)
8. Искусство быть смирным (4:54)
9. Тибетское танго (3:07) (С. Курёхин)
10. Время Луны (3:52)
11. Мальчик Евграф (2:28)
12. Твоей звезде (2:07) — инструментал (С. Курёхин) [12]
13. С утра шёл снег (3:50)
14. Ещё один упавший вниз (5:27)

В версии 1.0 имеются мелкие неполадки — не очень устойчивое стереозвучание в некоторых треках. Последний трек «Ещё один упавший вниз» вышел в «моно», в самом конце трека имеются мелкие неполадки звучания

### Бонус-треки
Присутствуют на диске «Антология — VI. Радио Африка».
1. Платан (studio version) (5:25)
2. Сторож Сергеев (studio version) (3:19)
3. Альтернатива (2:42)

Все три бонус-трека — это записи из студии Тропилло, которые были сведены и окончательно оформлены в звукозаписывающем вагоне MCI. Также они вышли на одноимённом сборнике, причём «Альтернатива» в другой версии.

Обложка виниловой пластинки

### Версия 1.1 — 1988
Данная версия выпущена фирмой «Мелодия» тиражом 30 000 экз. на виниловой пластинке.
Внесены следующие изменения:
- Исправлены неполадки стереозвучания, последний трек «Ещё один упавший вниз» вышел в стерео
- Убраны треки «Вана Хойа» и «Твоей звезде», с целью сокращения альбома
- Урезаны некоторые треки с целью сокращения альбома.

Сторона 1 — 20:33:
1. Музыка серебряных спиц
2. Капитан Африка
3. Песни вычерпывающих людей
4. Змея (звук настройки радио отсутствует)
5. Вана Хойя (отсутствует на самой пластинке)
6. Рок-н-ролл мёртв
7. Радио Шао-Линь (звук настройки радио отсутствует в начале трека)

Сторона 2 — 22:00:
1. Искусство быть смирным
2. Тибетское танго (С. Курёхин) (укорочено)
3. Время Луны (укорочено)
4. Мальчик Евграф
5. С утра шёл снег (укорочено, звук настройки радио в конце отсутствует)
6. Ещё один упавший вниз (первые 10 секунд обрезаны, запись в стерео)

Кроме того, выходили синглы «Мелодии» к этому альбому — «Искусство быть смирным» и «Капитан Африка».

## Издания[13]
| Регион  | Дата | Лейбл                     | Формат | Каталог                            |
| ------- | ---- | ------------------------- | ------ | ---------------------------------- |
| СССР    | 1983 | АнТроп                    | Бобина | нет                                |
| СССР    | 1988 | Мелодия                   | LP     | С90 26701 007                      |
| Россия  | 1996 | Триарий                   | CD     | AM 072                             |
| Латвия  | 1996 | Giļdija                   | CS     | нет                                |
| Россия  | 1996 | Dream Co.Ltd.             | CS     | нет                                |
| Россия  | 1998 | Триарий Moroz Records     | СD     | AM 072 B dTR 08698 CD              |
| Россия  | 1999 | Триарий                   | СD     | AM 072 B                           |
| Украина | 1999 | Moroz Records Триарий JRC | СD     | dTR 08698 CD AM 072 B JRC 00163-99 |
| Россия  | 2002 | Союз                      | СD     | SZCD 1519-02                       |
| Украина | 2002 | Союз                      | СD     | SZCD 1519-02                       |
| Россия  | 2013 | SoLyd Records             | LP     | SLR LP A06                         |